# Artjom Sergejewitsch Gorlow
Artjom Sergejewitsch Gorlow (russisch Артём Сергеевич Горлов; * 23. Juni 1987 in Moskau) ist ein russischer Fußballtrainer.

## Karriere
Gorlow übernahm zur Saison 2014/15 den Drittligisten Domodedowo Moskau als Trainer, den er bis zu seiner Auflösung 2017 trainierte. Zur Saison 2017/18 wechselte er anschließend zum Zweitligisten FK Kuban Krasnodar, bei dem er Coach der Drittliga-Reserve wurde. Auch Kuban löste sich aber nach nur einer Spielzeit auf, wodurch Gorlow wieder ohne Klub war.
Zur Saison 2018/19 übernahm er dann den Drittligisten FSK Dolgoprudny. Nachdem der Klub nach sechs Spieltagen noch immer sieglos war, wurde er bereits Ende August 2018 wieder entlassen. Im Januar 2019 wurde er in Litauen Trainer des Erstligisten FK Palanga. Auf dem letzten Tabellenplatz liegend trennte sich Palanga im Juli 2019 wieder vom Russen. Gorlow hatte mit dem Verein in 17 Spielen zehn Punkte geholt.
Im Juli 2020 ging er nach Lettland und trainierte dort den Zweitligisten FC Lokomotiv Daugavpils. Lokomotiv führte er zum Zweitliga-Meistertitel und damit zum Aufstieg in die Virslīga. Nach dem Aufstieg benannte sich der Klub in Noah Jūrmala um. Nach nur einem Sieg nach 15 Spieltagen stellte der Klub im Juli 2021 den Spielbetrieb ein und Gorlow war abermals unverschuldet ohne Klub. Im September 2021 kehrte er nach Russland zurück und wurde Trainer des Drittligisten Snamja Truda Orechowo-Sujewo.
Zur Saison 2022/23 übernahm er den Zweitligisten FK Jenissei Krasnojarsk, der zur Winterpause den vierten Tabellenrang in der Perwenstwo FNL belegte. Im Januar 2023 wechselte Gorlow zum Erstligisten FK Nischni Nowgorod. In den ersten vier Ligaspielen unter seiner Führung blieb Nischni Nowgorod punktlos, woraufhin Gorlow im April 2023 wieder entlassen wurde.
Zur Saison 2023/24 wurde er anschließend Co-Trainer von Pep Clotet beim Zweitligisten Torpedo Moskau. Nach Clotets Entlassung im Oktober 2023 wurde er zum Cheftrainer befördert. In acht Ligaspielen holte Torpedo unter seiner Führung aber nur zwei Siege, woraufhin auch Gorlow im Januar 2024 entlassen wurde.